# Бестогай (Акмолинская область)
Бестога́й (каз. Бестоғай, до 2007 г. — Ильи́нка) — село в Ерейментауском районе Акмолинской области Казахстана. Административный центр Бестогайского сельского округа. Код КАТО — 114635100.

## География
Село расположено на берегу реки Силети, в западной части района, на расстоянии примерно 50 километров (по прямой) к северо-западу от административного центра района — города Ерейментау.
Абсолютная высота — 231 метров над уровнем моря.
Климат холодно-умеренный, с хорошей влажностью. Среднегодовая температура воздуха положительная и составляет около +4,0°С. Среднемесячная температура воздуха в июле достигает +20,4°С. Среднемесячная температура января составляет около -14,9°С. Среднегодовое количество осадков составляет около 395 мм. Основная часть осадков выпадает в период с июня по август.
Ближайшие населённые пункты: село Байсары — на юго-востоке.
Восточнее села (через реку) проходит автодорога республиканского значения — Р-6 «Макинск — Аксу — Торгай».
Названия села с казахского языка можно дословно перевести как — «Пять растительностей на поймах». 
Ежегодно в результате повышения уровня талых вод смывает автодорогу местного значения, в результате чего жители остаются без возможности выезда за пределы села на 1,5 месяца. 

## Население
В 1989 году население села составляло 1558 человек (из них казахи — 57 %).
В 1999 году население села составляло 851 человек (414 мужчин и 437 женщин). По данным переписи 2009 года в селе проживало 548 человек (286 мужчин и 262 женщины).
| Численность населения | Численность населения | Численность населения |
| 1989                  | 1999                  | 2009                  |
| --------------------- | --------------------- | --------------------- |
| 1558                  | ↘851                  | ↘548                  |

## Улицы[8]
- ул. Бейбитшилик
- ул. Достык
- ул. им. Абая Кунанбаева
- ул. Тын Игерушилер
- ул. им. Яковы Киселёва

## Известные уроженцы
- Киселёв Яков Митрофанович (1925—2018) — Герой Советского Союза, полковник.